# Parlement slovène
9e législature de l'Assemblée nationale
7e législature du Conseil national
Bâtiment de l'Assemblée nationale
Le Parlement slovène (en slovène : Slovenski parlament) désigne le parlement de la république de Slovénie.
Selon la constitution du pays, l'organe représentatif de la nation est l'Assemblée nationale. Le grand public en Slovénie se réfère souvent à l'Assemblée nationale uniquement pour désigner le Parlement slovène. Toutefois, le Conseil national, organe représentatif des groupes sociaux, remplit également un rôle, certes mineur, de la fonction législative.
Les experts, comme le grand public slovène, sont divisés sur la question de savoir si le Parlement slovène est bicaméral ou monocaméral, bien que la plupart des experts le considèrent comme incomplètement bicaméral,. En 2008, la Cour constitutionnelle de Slovénie a reconnu que le Parlement slovène est incomplètement bicaméral.